# دولت نخست سعودی
اولین دولت عربستان سعودی یا امیرنشین درعیه، کشوری است که محمد بن سعود - امیر درعیه -آن را در سال ۱۱۵۷ ق / ۱۷۴۴ میلادی در میانه شبه جزیره عربستان بنیان نهاد و درعیه را به پایتخت منطقه زیر نفوذ قدرت خود تبدیل کرد. اولین دولت عربستان سعودی تا پایان آن در سال ۱۲۳۳ ق / ۱۸۱۸ م همچنان گسترش یافت؛ اما به دست ارتش عثمانی به رهبری ابراهیم پاشا فروپاشید.

## گستره شبه جزیره عربستان
شبه جزیره عربستان به چندین بخش یعنی حجاز، نجد، عسیر، احساء، مخلاف سلیمانی و یمن تقسیم شده است. بسیاری از بخش‌های حجاز و تهامه تابع شریف مکه و جزئی از امپراتوری عثمانی به‌شمار می‌آمد.